# Shōi Sakaguchi
Shōi Sakaguchi (japanisch 坂口 祥尉 Sakaguchi Shōi; * 7. Mai 1999 in der Präfektur Tokio) ist ein japanischer Fußballspieler.

## Karriere
Sakaguchi erlernte das Fußballspielen in der Jugendmannschaft vom FC Tokyo. Die U23-Mannschaft des Vereins spielte in der dritten Liga, der J3 League. Bereits als Jugendspieler absolvierte er 14 Drittligaspiele.